# Luigi Premi
Luigi Premi (Casalmoro, 8 gennaio 1838 – Casalmoro, 16 febbraio 1905) è stato un ingegnere e patriota italiano, che ha combattuto nella spedizione dei Mille condotta da Giuseppe Garibaldi e nella terza guerra d'indipendenza italiana.

## Biografia
Nacque a Casalmoro, allora in provincia di Brescia nell'Impero austriaco, l'8 gennaio 1838.
Studente di ingegneria, nel 1859 emigrò in Piemonte, allora parte integrante nel Regno di Sardegna. Nel 1860 partecipò alla spedizione dei Mille con il grado di sergente assegnato all'artiglieria, venendo promosso sottotenente dopo la battaglia di Calatafimi. Dopo lo scontro di Calatafimi fu al seguito della Colonna Orsini avanzante su Corleone, distinguendosi ancora a Maddaloni il 1 ottobre 1860. Decorato con la medaglia d’argento al valor militare venne congedato, per entrare subito in servizio nel Regio Esercito con il grado di sottotenente in servizio nello Stato maggiore. Nel 1862 ottenne il grado di tenente in servizio presso il 2º Reggimento d'artiglieria, e nel 1866 partecipò alla terza guerra d'indipendenza italiana. Nel 1868 fu promosso capitano, nel 1882 maggiore, nel 1887 tenente colonnello e nel 1896 colonnello. Durante il servizio militare si laureò ingegnere, e nel 1898 fu posto a riposo decorato con la Croce di Cavaliere dei Santi Maurizio e Lazzaro e con quella di Ufficiale dell'Ordine della Corona d’Italia. 
Si spense a Casalmoro il 16 febbraio 1905.